# Лопінавір/Ритонавір

Структурна формула лопінавіру

Структурна формула ритонавіру

Лопінавір/Ритонавір (англ. LPV/r) — комбінований противірусний препарат, до складу якого входять два препарати — лопінавір та ритонавір, які обидва належать до групи інгібіторів протеази.

## Фармакологічні властивості
Лопінавір/Ритонавір — синтетичний комбінований противірусний препарат з групи інгібіторів протеази. Механізм дії препарату полягає у інгібуванні лопінавіром активного центру ферменту вірусу ВІЛ — протеази, порушенні утворення вірусного капсиду та пригніченні реплікації вірусу ВІЛ з утворенням незрілих вірусних частинок, що не можуть інфікувати клітини організму. Ритонавір має високий ступінь подібності з деякими формами цитохрому P450, що дозволяє використання препарату як фармакокінетичного підсилювача (бустера) лопінавіру. До лопінавіру чутливі віруси ВІЛ-1 та ВІЛ-2 та нечутливі протеази людини. До ритонавіру чутливі віруси ВІЛ-1 та ВІЛ-2 і частково чутливі протеази людини.

### Фармакокінетика
Лопінавір/Ритонавір при прийомі всередину швидко всмоктується, максимальна концентрація в крові досягається впродовж 4 годин. Біодоступність препарату не досліджена, під час прийому комбінованого препарату в плазмі крові значно зростає концентрація лопінавіру та знижується концентрація ритонавіру, у зв'язку з цим противірусна активність препарату визначається концентрацією лопінавіру в крові. Біодоступність препарату збільшується при прийомі разом із жирною їжею. Як лопінавір, так і ритонавір добре зв'язуються з білками плазми крові. Препарат добре проникає через гематоенцефалічний бар'єр. Лопінавір/Ритонавір проникає через плацентарний бар'єр та виділяється в грудне молоко. Препарат метаболізується в печінці, виводиться з організму переважно з калом, частково виводиться нирками у вигляді неактивних метаболітів. Період напіввиведення препарату становить 5—6 годин, немає даних про зміну цього часу при печінковій недостатності.

## Показання до застосування
Лопінавір/Ритонавір застосовують для лікування інфекції, спричиненої вірусом ВІЛ-1 та ВІЛ-2 у складі комбінованої терапії у дорослих та дітей віком від 6 місяців. Монотерапія препаратом не застосовується у зв'язку з швидким розвитком резистентності вірусу ВІЛ до препарату.

## Побічна дія
При застосуванні лопінавіру/ритонавіру можливі наступні  побічні ефекти:
- З боку шкірних покривів — часто (1—10 % висипання на шкірі, акне, кропив'янка; нечасто (0,1—1 %) свербіж шкіри, алергічний дерматит, синдром Стівенса-Джонсона, синдром Лаєлла, себорея, гіпергідроз, алопеція, зміна кольору шкіри, зміна структури нігтів, виразки на шкірі; рідко (0,01—0,1 %) капілярит.
- Алергічні реакції — часто (1—10 %) набряк Квінке; нечасто (0,1—1 %) анафілактичний шок, кашель, фарингіт, гарячка.
- З боку травної системи — дуже часто діарея (15—25 %); часто (1—10 %) нудота, блювання, біль в животі, метеоризм; нечасто (0,1—1 %) геморагічний ентероколіт, порушення смаку, гепатит, жовтяниця, холестаз, панкреатит, шлунково-кишкові кровотечі, стоматит, виразка шлунку, ректальні кровотечі; рідко (0,01—0,1 %) геморой, зниження апетиту.
- З боку нервова система — часто (1—10 %)головний біль, безсоння або сонливість, підвищена втомлюваність, парестезії; нечасто (1—10 %) гіпостезія, запаморочення, нечіткість зору, втрати свідомості, судоми, параліч лицьового нерва, інфаркт мозку, підвищення внутрішньочерепного тиску, тремор, екстрапірамідні порушення, апатія, депресія, збудження, шум у вухах.
- З боку опорно-рухового апарату — нечасто (0,1—1 %) міалгії, міопатії, артралгії, рабдоміоліз, біль в спині, біль в кінцівках, остеоартрит.
- З боку сечовидільної системи — нечасто (0,1—1 %) гостра та хронічна ниркова недостатність, дизурія, нефролітіаз, нефрит.
- З боку серцево-судинної системи — нечасто (0,1—1 %) стенокардія, інфаркт міокарду, артеріальна гіпо- та гіпертензія, васкуліт, тахікардія, фібриляція передсердь, тромбофлебіт, лімфаденопатія, недостатність трикуспідального клапана; рідко (0,01—0,1 %) атріовентрикулярна блокада.
- Інші побічні ефекти — нечасто (0,1—1 %) ліподистрофія, лактатацидоз, цукровий діабет, меноррагія, загострення подагри, збільшення частоти кровотеч у хворих гемофілією, спленомегалія, гінекомастія, зниження лібідо, новоутворення шкіри, пневмонія, аменорея, менорагії.
- Зміни в лабораторних аналізах — дуже часто (більше 10 %) підвищення рівня тригліцеридів, холестерину та ГГТП в крові; часто (1—10 %) підвищення активності амінотрансфераз, підвищення рівня амілази в крові; нечасто (0,1—1 %) гіперглікемія, підвищення рівня білірубіну в крові, гіпермагніємія, анемія, нейтрофільоз, нейтропенія, еозинофілія, тромбоцитопенія, гематурія, протеїнурія, зниження рівня вільного та загального тироксину в крові; рідко (0,01—0,1 %) підвищення активності лужної фосфатази в крові.

Під час проведення комбінованої антиретровірусної терапії у хворих зростає імовірність лактатацидозу, остеонекрозу, гепатонекрозу. При проведенні ВААРТ у хворих зростає імовірність розвитку серцево-судинних ускладнень, гіперглікемії та гіперлактемії. Під час проведення ВААРТ зростає імовірність синдрому відновлення імунної системи із загостренням латентних інфекцій.

## Протипокази
Лопінавір/ритонавір протипоказаний при підвищеній чутливості до компонентів препарату, при печінковій недостатності. З обережністю застосовують при вагітності та годуванні грудьми, хворим віком від 65 років. Лопінавір/ритонавір не застосовують у дітей молодших 6 місяців. Препарат не рекомендується застосовувати разом із астемізолом, цизапридом, терфенадином, мідазоламом, пімозидом, бепридилом, аміодароном, алкалоїдами ріжків, пропафеноном, рифампіцином, симвастатином, ловастатином, силденафілом, фузидовою кислотою, сальметеролом, препаратами звіробою.

## Форми випуску
Лопінавір/ритонавір випускається у вигляді таблеток по 100 мг лопінавіру та 25 мг ритонавіру і по 200 мг лопінавіру та 100 мг ритонавіру, і у вигляді розчину для перорального прийому по 80/20 мг/мл.

## Дослідження ефективності комбінації при коронавірусній хворобі 2019
Для лікування тяжких форм коронавірусної хвороби 2019 пропонувалось застосування антиретровірусних препаратів класу інгібіторів протеаз, їхніх комбінацій (зокрема ритонавір + лопінавір 2 стандартні дози на день). Рекомендувалося застосування разом з інтерфероном (який призначається інгаляційно, 5 млн одиниць розчиняють у воді для ін'єкцій та використовують двічі на день). Це зроблено на основі рекомендацій для лікування інших тяжких коронавірусних інфекцій (ТГРС і БКРС). Застосування рибавірину та інтерферону не рекомендується як лікування першої лінії через ризик виникнення побічних ефектів; однак використання цих ліків може бути розглянутим при неефективності лікування лопінавіром / ритонавіром.
Зрештою комбінація лопінавір/ритонавір при коронавірусній хворобі 2019 (COVID-19) і не показала зменшення часу клінічного поліпшення. Національний центр фармаконагляду Франції повідомив, що лікування коронавірусної інфекції гідроксихлорохіном та комбінацією противірусних препаратів лопінавір/ритонавір призводило до небажаних ускладнень, зокрема для серцево-судинної системи. У 82 випадків лікування такі ускладнення були серйозними і четверо пацієнтів померли.
4 липня 2020 року ВООЗ прийняла рекомендацію комітету з дослідження Solidarity Trial припинити випробування лопінавіру / ритонавіру. Проміжні результати проведених досліджень показали, що лопінавір / ритонавір призводили до незначного зменшення летальності госпіталізованих пацієнтів із COVID-19 у порівнянні із контрольною групою. Це рішення стосується лише до проведення дослідження Solidarity Trial у госпіталізованих пацієнтів і не впливає на можливу оцінку в інших дослідженнях лопінавіру / ритонавіру у пацієнтів, які не є госпіталізованими, або як до чи після експозиції для профілактики коронавірусної хвороби 2019.
14 липня 2020 року МОЗ України внаслідок роботи робочої групи виключило з протоколу лікування хворих на коронавірусну хворобу 2019 використання лопінавіру/ритонавіру.